# Coco Martin
Coco Martin, de son nom de naissance Rodel Luis Cortez Nacianceno, né le 1er novembre 1981  à Novaliches (Quezon), est un acteur philippin.

## Carrière
Découvert en 2005 dans le rôle-titre du masseur prostitué dans Le Masseur, il a joué dans six autres films de Brillante Mendoza, dont les fameux Serbis en 2008 et Kinatay en 2009. Il se produit surtout dans des films indépendants et dans des séries télévisées, où il a joué par exemple le rôle de Ramon Lecumberri dans la série Tayong Dalawa, celui des jumeaux Alexander et Javier del Tierro dans la série Minsan Lang Kita Iibigin, et le rôle-titre dans Juan dela Cruz. 
Entre autres prix, il a été élu meilleur acteur philippin des années 2000 aux Gawad Urian Awards 2011.

## Filmographie
- 2015 : FPJ's Ang Probinsyano
- 2013 : A Moment in Time
- 2012 : 24/7 In Love
- 2012 : Sta. Niña
- 2012 : Born to Love You
- 2012 : Captive
- 2010 : Sa 'yo Lamang
- 2010 : Noy
- 2009 : Soliloquy
- 2009 : Kinatay
- 2008 : Next Attraction
- 2008 : Tiltil
- 2008 : jay
- 2008 : Serbis
- 2008 : Daybreak
- 2008 : Condo
- 2007 : Batanes
- 2007 : Tambolista
- 2007 : Nars
- 2007 : Pi7ong Tagpo
- 2007 : Ataul: For Rent
- 2007 : Foster Child
- 2007 : Siquijor: Mystic Island''
- 2006 : Kaleldo
- 2005 : Le Masseur
- 2002 : Ang agimat: Anting-anting ni Lolo
- 2001 : Lux Text